# Zdeslav
Zdeslav ili Sedeslav (lat. Sedesclavus) bio je knez Primorske Hrvatske od 878. do 879. godine.

## Životopis
Uz Petra i Muncimira, bio je jedan od trojice sinova hrvatskog kneza Trpimira I.
Prema Venetskoj kronici stupio je na prijestolje uz potporu bizantskog cara Bazilija I. Nakon toga je uspio protjerati sinove kneza Domagoja. Za vrijeme vladavine Bazilija I. osnovana je bizantska tema Dalmacija. Bazilije je zatim obvezao dalmatinske gradove da plaćaju hrvatskom knezu (umjesto bizantskom strategu) novčani danak. Iako je car dalmatinske biskupe izuzeo iz papine uprave te ih podredio carigradskomu patrijarhu, Zdeslav je održavao dobre odnose s papom. O tome svjedoči i pismo koje mu je uputio papa Ivan VIII. naslovljujući ga: „ljubljenomu sinu Sedeslavu, slavnomu knezu Slavena”.
Zbog snažnog utjecaja Bizanta na hrvatsko unutrašnje stanje 879. godine ubio ga je Branimir, koji ga je i zamijenio na prijestolju.

## Počasti
- Ulica kneza Zdeslava u Širokom Brijegu.[2]
- Park kneza Zdeslava u Zagrebu.[3]

### Članci
- Korać, Dijana; Beus, Marina. 2020. Komemoriranje srednjovjekovnih hrvatskih vladara u hodonimima Hercegovine. Hercegovina. Sveučilište u Mostaru - Filozofski fakultet. Mostar.  (6): 383–399

### Mrežna sjedišta
- Zdeslav. Hrvatska enciklopedija LZMK. Pristupljeno 13. travnja 2025.
- Ulice i trgovi. aktivnosti.zagreb.hr. Pristupljeno 13. travnja 2025.

## Vanjske poveznice

### Ostali projekti
|  | Wikizvor ima izvorni tekst Povijest Hrvatske I. (R. Horvat)/Sedeslav |

|  | Wikizvor ima izvorni tekst Pismo pape Ivana VIII. knezu Zdeslavu |

| Vladarske titule  | Vladarske titule                    | Vladarske titule    |
| ----------------- | ----------------------------------- | ------------------- |
| prethodnik Iljko? | Knez Primorske Hrvatske 878. – 879. | nasljednik Branimir |